# Sorano
Sorano è un comune italiano di 3 004 abitanti della provincia di Grosseto in Toscana.

## Geografia fisica

### Territorio
Il territorio comunale di Sorano si estende nella parte orientale dell'area del tufo. Confina a nord con il comune di Castell'Azzara, a est con i comuni laziali di Acquapendente, Proceno, Onano e Latera, a sud con il comune di Pitigliano, a ovest con i comuni di Manciano e Semproniano.
Il capoluogo comunale è situato 379 m s.l.m. su una rupe di tufo che, da est, domina un tratto del corso del fiume Lente; si trova al centro di un territorio che si sviluppa prevalentemente a quote collinari, seppur intervallato da conche e rilievi. L'altitudine più bassa si registra nel Pianetto di Sovana, presso l'omonima località, con quote attorno ai 270 metri, mentre le quote più elevate, di tipo montano, si registrano sulla vetta che sovrasta la frazione di Montevitozzo (926 metri s.l.m.) e sul Monte Elmo (829 metri s.l.m.), due rilievi che interrompono in modo netto il paesaggio collinare.
I fiumi principali sono il Fiora, che delimita a ovest il territorio comunale scorrendo da nord verso sud, e il fiume Lente, suo affluente di sinistra, che ha le sorgenti nel territorio comunale di Sorano. I corsi d'acqua minori, tra cui lo Stridolone, presentano carattere maggiormente torrentizio.
Una serie di sorgenti termali, note come Terme di Sorano, sgorgano lungo un torrente che scorre a circa 3–4 km a sud del centro.
- Classificazione sismica: zona 2 (sismicità medio-alta), Ordinanza PCM 3274 del 20/03/2003

### Clima
Pur presentando microclimi diversi nelle varie zone in funzione dell'altitudine e dell'esposizione, il territorio comunale di Sorano si caratterizza per temperature minime invernali piuttosto basse e massime estive molto elevate; il capoluogo comunale fa registrare una sommatoria di 2 048 gradi giorno che lo classificano in zona D, che consente l'accensione degli impianti di riscaldamento nel periodo 1º novembre e il 15 aprile, fino a un massimo di 12 ore giornaliere.
Secondo i dati medi del trentennio 1961-1990, la temperatura media del mese più freddo, gennaio, si attesta a 4,5 °C; mentre quella dei mesi più caldi, luglio e agosto, è di +21,1 °C.
Le precipitazioni medie annue si attestano a 1 190 mm, mediamente distribuite in 81 giorni di pioggia, con minimo relativo in estate, picco massimo in autunno e minimo secondario in inverno per gli accumuli; il numero dei giorni piovosi invece è pressoché identico in inverno, primavera e autunno. Il valore di accumulo così elevato è dovuto all'ubicazione geografica in una conca intermontana, che tende a favorire fenomeni precipitativi di moderata o forte intensità.
| SORANO PRATOLUNGO   | Mesi  | Mesi  | Mesi | Mesi | Mesi | Mesi | Mesi | Mesi | Mesi | Mesi  | Mesi  | Mesi  | Stagioni | Stagioni | Stagioni | Stagioni | Anno    |
| SORANO PRATOLUNGO   | Gen   | Feb   | Mar  | Apr  | Mag  | Giu  | Lug  | Ago  | Set  | Ott   | Nov   | Dic   | Inv      | Pri      | Est      | Aut      | Anno    |
| ------------------- | ----- | ----- | ---- | ---- | ---- | ---- | ---- | ---- | ---- | ----- | ----- | ----- | -------- | -------- | -------- | -------- | ------- |
| T. max. media (°C)  | 8,8   | 8,8   | 12,1 | 15,9 | 20,8 | 26,0 | 30,2 | 30,4 | 25,3 | 19,5  | 13,7  | 10,0  | 9,2      | 16,3     | 28,9     | 19,5     | 18,5    |
| T. min. media (°C)  | 0,2   | 0,4   | 2,2  | 4,3  | 6,6  | 10,3 | 11,9 | 11,7 | 10,0 | 6,6   | 3,9   | 1,4   | 0,7      | 4,4      | 11,3     | 6,8      | 5,8     |
| Precipitazioni (mm) | 129,0 | 116,3 | 94,6 | 95,5 | 82,2 | 54,5 | 52,2 | 57,1 | 82,1 | 167,9 | 141,0 | 117,9 | 363,2    | 272,3    | 163,8    | 391,0    | 1 190,3 |
| Giorni di pioggia   | 8     | 7     | 8    | 8    | 7    | 5    | 4    | 4    | 5    | 8     | 9     | 8     | 23       | 23       | 13       | 22       | 81      |

- Classificazione climatica: zona D, 2 048 GG
- Diffusività atmosferica: alta, Ibimet CNR 2002

## Storia
Sorano nacque come antico possedimento della famiglia Aldobrandeschi, ma il territorio comunale era già abitato sin dal periodo etrusco, come dimostrano i notevoli ritrovamenti di insediamenti e necropoli antiche. Dopo il matrimonio tra Anastasia, ultima erede degli Aldobrandeschi, e Romano Orsini nel 1293, il controllo di Sorano passò alla famiglia Orsini. Il centro seguì le vicissitudini storiche e politiche della vicina Pitigliano, dove era situata la residenza dei conti, e gli Orsini si impegnarono a potenziarlo fornendolo di fortificazioni efficaci, che resero Sorano un rifugio sicuro dagli attacchi nemici: più volte infatti, nel corso del XV secolo, i senesi posero la fortezza di Sorano sotto assedio, riuscendo a occuparla solamente nel 1417. Nel 1556, Sorano passò in mano ai Medici, che la inglobarono nel Granducato di Toscana assieme alla vicina Pitigliano.

### Simboli
Lo stemma di Sorano, utilizzato dal comune anche se privo di formale decreto di concessione, è costituito da uno scudo sannitico di colore bianco su cui è raffigurato un castello sormontato da una croce d'oro. Si può blasonare: «d'argento al castello di sette torri d'oro, sormontato da una croce dello stesso».
È molto probabilmente un'interpretazione di uno stemma più antico, in cui era raffigurata una cortina muraria, fondata sulla campagna, con tre grosse torri alternate a quattro merli alla guelfa, con un capo azzurro caricato da una crocetta patente d'oro (che sostituiva una rosa rossa in campo argento, ripresa dell'arme degli Orsini, che furono signori di Sorano dopo gli Aldobrandeschi).
Il gonfalone è un drappo di bianco.

## Monumenti e luoghi d'interesse

### Architetture religiose

#### Chiese parrocchiali
- Collegiata di San Niccolò, attestata nelle decime del 1276, subì profondi rifacimenti nelle epoche successive; gran parte dell'aspetto attuale è dovuto a una ristrutturazione di inizio XVI secolo, quando nel 1509 ricevette il titolo di collegiata, e a profondi ampliamenti effettuati in epoca settecentesca (1779). L'originario stile romanico in cui venne edificata la chiesa è rintracciabile soltanto nella parte posteriore. La chiesa custodisce opere d'arte che abbracciano un lunghissimo periodo storico che spazia dal tardo Medioevo al XIX secolo, tra cui un san Giuseppe col Bambino (1884) di Pietro Aldi, all'interno della cappella di Maria Addolorata. La parrocchia di San Niccolò, o Nicola, conta circa 880 abitanti.[9]
- Chiesa di Santa Maria Maggiore, situata a Sovana, pare risalire al XII secolo. Saccheggiata dai senesi nel 1410 e dai pitiglianesi nel 1434, fu consistentemente modificata nel XVI secolo, quando venne costruito l'adiacente Palazzo dell'Archivio. Fino al XVII era inoltre presente un campanile addossato alla chiesa, poi sostituito con quello a vela che vediamo ancora oggi. All'interno sono custoditi: due affreschi della Crocifissione tra i santi Antonio e Lorenzo e san Sebastiano e san Rocco (1527) e della Madonna col Bambino in trono tra le sante Barbara e Lucia e san Sebastiano e san Mamiliano (1508); un dipinto con i quattro evangelisti e l'Eterno benedicente (XVI secolo); una frammentaria Madonna col Bambino e i santi Raffaele e Tobiolo, Mamiliano, Antonio da Padova e Lucia (XVI secolo); una Crocifissione tra sant'Antonio abate e papa Gregorio VII (XV secolo); un interessante ciborio con quattro colonne rastremate e baldacchino decorato del IX secolo. La parrocchia di Sovana conta circa 460 abitanti.[10]
- Chiesa di San Bartolomeo, situata nella frazione di Castell'Ottieri, è stata costruita alla fine del XVI secolo da Sinolfo Ottieri, tesoriere di Sisto IV. All'interno sono custodite opere artistiche: si ricordano una Madonna in gloria tra i santi Bartolomeo e Nicola di Bari, datato 1590, e un ciclo di affreschi riconducibili alla scuola dei Nasini. La parrocchia di Castell'Ottieri conta circa 300 abitanti.[11]
- Chiesa di San Giovanni Battista decollato, situata nella frazione di Elmo, custodisce all'interno tre opere precedentemente poste all'interno della vecchia chiesa cinquecentesca, oggi in stato di abbandono: l'Annunciazione, la Vergine in trono con i Santi e lo Sposalizio della Vergine. La parrocchia di Elmo conta circa 200 abitanti.[12]
- Chiesa di Santa Caterina delle Ruote, anticamente nota come Pieve di San Giovanni Battista, situata nella frazione di San Giovanni delle Contee, risulta già esistente nella prima metà del XVII secolo, quando assunse l'attuale denominazione alternativa a quella preesistente. La chiesa fu radicalmente ristrutturata tra il 1835 e il 1845, mentre tra il 1970 e il 1985 sono stati effettuati alcuni lavori di restauro. La parrocchia di Santa Caterina conta circa 568 abitanti.[13]
- Chiesa di San Valentino, situata nella frazione di San Valentino, risale al XV secolo ed è stata ristrutturata e ampliata tra la fine del XIX e i primi del XX secolo. All'interno sono custodite alcune opere: un fonte battesimale quattrocentesco, un'acquasantiera del secolo successivo e un crocifisso ligneo del XVIII secolo. La parrocchia di San Valentino conta circa 360 abitanti.[14]
- Chiesa di San Quirico, situata nella frazione di San Quirico, è stata costruita nel XVIII come cappella rurale ed è stata successivamente ampliata nei primi anni del XX secolo. La parrocchia, intitolata ai santi Quirico e Giulitta, conta circa 950 abitanti.[15]
- Chiesa di Sant'Andrea, situata nella frazione di Montebuono, risale al XIII secolo, ma ha subito vari rimaneggiamenti nei secoli successivi. Nel 1998 sono stati restaurati alcuni dipinti conservati all'interno: un Padre Eterno, una Madonna col Bambino con i santi Domenico, Andrea, Caterina e Antonio abate, e sant'Andrea con una croce. La parrocchia di Montebuono conta circa 340 abitanti.[16]
- Chiesa di San Giacomo, situata nella frazione di Montevitozzo, risale al Medioevo e nel privilegio del 1188 è ricordata come cappella intitolata alla Santa Croce. Ricostruita nel corso del XVII secolo, si presenta oggi spoglia di particolarità artistiche, in quanto rifatta tra gli anni sessanta e settante del XX secolo. La parrocchia di Montevitozzo conta circa 300 abitanti.[17]

#### Chiese minori
- Pieve di Santa Maria dell'Aquila, situata in località Filetta a sud di Sorano, nei pressi di una sorgente d'acqua termale. La chiesa venne edificata nel periodo medievale durante la dominazione degli Aldobrandeschi. La chiesa si presenta in stile gotico.
- Concattedrale dei Santi Pietro e Paolo, situata nella frazione di Sovana, costituisce l'antica cattedrale della diocesi di Sovana. Risalente al secolo X, è stata fatta costruire da Gregorio VII su un preesistente edificio del VI secolo e la struttura è rimasta pressoché invariata – fatta eccezione per il rifacimento della facciata nel XIV secolo e alcuni lavori di ristrutturazione in epoche successive che tuttavia non hanno compromesso le caratteristiche originarie – fino ai giorni nostri. Nel 1999 sono stati effettuati alcuni lavori di restauro, che hanno permesso di rendere nuovamente accessibile la cripta che ospita le spoglie di san Mamiliano. All'interno sono da segnalare le decorazioni plastiche dei capitelli, con la raffigurazione di scene bibliche, oltre che opere pittoriche: una Madonna in gloria con san Benedetto e san Giovanni Gualberto (XVI secolo); una Crocifissione di san Pietro (1671) di Domenico Manenti; un dipinto devozionale raffigurante santa Maria Egiziaca (1481) di Tommaso di Tomè di Onofrio; un frammento di affresco di san Francesco (XV secolo) di Carlo di Giovanni; un fonte battesimale in travertino datato 1494; una tela del Sacro Cuore di Gesù di Maria Pascucci.
- Chiesa di San Mamiliano, situata a Sovana, risale probabilmente al IV secolo e ha ospitato dal 1460 al 1776 le spoglie di san Mamiliano. Da tempo ridotta a un rudere, nel 1986 vennero realizzati alcuni lavori di consolidamento delle murature perimetrali e a partire dal 2004 sono stati intrapresi una serie di operazioni di restauro, completate nel 2012 con l'inaugurazione del museo di San Mamiliano.
- Oratorio rupestre di Sovana, risalente al periodo alto-medievale, è situato nei pressi dell'area archeologica a sud del centro di Sovana, lungo la strada che porta a San Martino sul Fiora. Si presenta sotto forma di ruderi.
- Chiesa di Santa Maria, situata a Castell'Ottieri, è stata edificata durante il XVII secolo come oratorio. Ha subito interventi di ristrutturazione alla fine del XIX secolo.
- Chiesa della Madonna del Cerro, situata a Montebuono, fu edificata tra la fine del XVII e gli inizi del XVIII secolo, in ricordo di un avvenimento miracoloso avvenuto presso un cerro che si trovava nel punto in cui venne costruito l'edificio religioso: l'apparizione di una tavola raffigurante la Vergine su un ramo dell'albero, la quale ogni volta che veniva spostata, ritornava misteriosamente a posizionarsi sulle fronde del cerro. La chiesa è stata restaurata nel 1982.
- Chiesa dell'Immacolata Concezione, piccolo edificio religioso situato a Montevitozzo, si presenta come una cappella rurale con facciata a capanna e rosone centrale.
- Chiesa di San Rocco, situata nell'omonima località nei pressi di un antico insediamento rupestre, pare risalire al XVI secolo. Conserva all'interno due dipinti seicenteschi: la Madonna col Bambino tra i santi Stefano, Lorenzo e Giovanni Battista e l'Eterno Padre.
- Chiesa di Sant'Anna, situata nell'omonima località a sud di Sorano, nei pressi del Cerreto, è di origini medievali, ma tra la fine del XIX e gli inizi del XX secolo iniziarono una serie di lavori che portarono alla trasformazione dell'edificio in fabbricato adibito a deposito. Su una parete laterale è visibile un arco a sesto acuto che testimonia l'origine tardo-medievale del primitivo edificio religioso.

#### Abbazie, conventi e santuari
- Abbazia di Montecalvello, situata nei pressi di Elmo, è un complesso medievale sorto come monastero dell'ordine dei benedettini, noto per avervi soggiornato Ildebrando Aldobrandeschi di Soana, colui che divenne papa Gregorio VII. Ne rimangono oggi i ruderi.
- Convento del Belvedere, antica struttura conventuale, un tempo romitorio, situata a sud di Sorano, trasformata in complesso rurale prima del XVIII secolo, a seguito del definitivo abbandono dei frati. Si conservano alcuni elementi che testimoniano l'originario uso religioso della struttura.
- Santuario della Madonna del Cerreto, situato nella frazione del Cerreto, è stato costruito a partire dal 1854 con lo scopo di ricordare, nel luogo esatto di ubicazione, l'apparizione della Madonna alla giovane pastorella Veronica Nucci, avvenuta il 19 maggio 1853. L'evento fu ulteriormente ricordato dall'aggiunta della cappella sinistra agli inizi del secolo successivo.

#### Cappelle

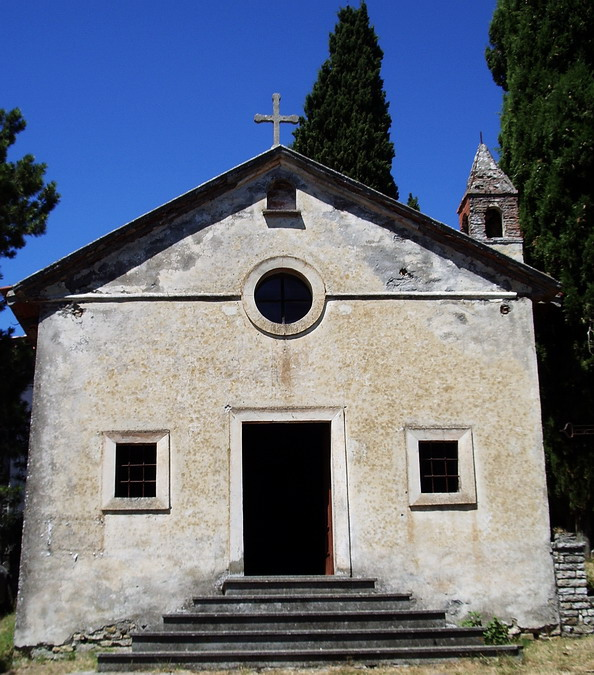
Chiesa dell'Immacolata Concezione a Montevitozzo

- Cappella della Madonna del Buon Consiglio, piccola chiesa di origini medievali, appare incorporata ad alcuni edifici del centro storico di Sorano ed è stata completamente rimaneggiata nel corso del XIX secolo.
- Cappella di Santa Barbara, situata all'interno della Fortezza Orsini, era la cappella gentilizia della residenza, utilizzata dalla famiglia Orsini per raccogliersi privatamente in preghiera e per partecipare alle funzioni religiose che vi venivano celebrate. Ha subito una serie di restauri negli anni settanta del XX secolo.
- Cappella di San Sebastiano, situata nei pressi di Sovana, è di origini incerte – Medioevo o primi del XVII secolo – ed è posta all'interno del parco archeologico Città del Tufo.
- Cappella di Santa Maria, situata nella frazione di Montorio, è stata edificata in stile neogotico nel corso del XIX secolo, in sostituzione dell'antica pieve medievale demolita dopo anni di abbandono.
- Cappella di Sant'Antonio abate, cappella rurale situata in località Marcelli, nei dintorni di Montevitozzo.
- Cappella della Santissima Trinità, situata nella località di Pratolungo, nei pressi di San Valentino, si tratta della cappella gentilizia della tenuta settecentesca presso la quale è ubicata. Durante tutto il XIX secolo appartenne alla famiglia Bianchi, per poi essere ceduta ai Finetti Piccolomini agli inizi del secolo successivo.
- Cappella di Montignano, cappella rurale risalente al 1845, situata nella località all'estremità orientale del territorio comunale, nei pressi del Casone di Pitigliano e del confine con la provincia di Viterbo.

##### Ghetto ebraico
Sorano conserva ancora oggi il ghetto ebraico lungo l'omonima via, dove era attestata anche la presenza della sinagoga e del Forno delle Azzime. Un'altra sinagoga, trasformata oggi dall'amministrazione comunale in locale per mostre ed esposizioni, sarebbe stata identificata lungo "via Selvi" e risalirebbe a periodi precedenti all'istituzione del ghetto stesso, in quanto l'insediamento ebraico sarebbe antecedente a quest'ultima di almeno 50/60 anni.
Il ghetto sarebbe stato istituito dai Medici nel 1619 dopo che era stato effettuato lo scambio dei territori della contea di Pitigliano e Sorano con quelli della contea di Monte San Savino tra la famiglia Orsini e i Medici stessi.
La comunità ebraica abbandonò Sorano ai primi del Novecento. Dopo l'ultima guerra mondiale il ghetto di Sorano si avviò verso una fase di degrado senza precedenti che raggiunse il culmine e il totale abbandono verso i primi anni novanta. Fu in quel periodo che, grazie a un'azione mirata dell'amministrazione comunale dell'epoca, fu avviata un'inversione di tendenza che comportò anche il coinvolgimento di operatori economici privati, i quali effettuarono un'attenta opera di restauro e di riqualificazione di tutti i fabbricati del ghetto, riportandolo alle sue antiche vestigia.
Alcuni segni che ricordano la presenza della comunità ebraica a Sorano sono visibili sui battenti delle porte d'ingresso dell'edificio che ospita l'hotel "Locanda Aldobrandeschi", a fianco della quale esiste ancora un'antica struttura che veniva utilizzata per lo stoccaggio del grano dato a garanzia nel cosiddetto "prestito a grano". All'ingresso del ghetto inoltre sono ancora visibili i segni dei cardini ove ruotava il portone che chiudeva il ghetto stesso all'imbrunire per poi essere riaperto la mattina successiva.

### Architetture civili
- Palazzo Orsini, antico palazzo comitale degli Orsini, il cui nucleo originario è databile al XIII secolo, è stato ristrutturato nel 1552 per volere di Niccolò IV. Dopo alcuni rimaneggiamenti successivi, è stato frazionato in più unità abitative agli inizi del XX secolo.
- Palazzo dell'Archivio, situato nella frazione di Sovana, nella centrale piazza del Pretorio, risale al XII secolo e fu abitazione del giusdicente dopo il 1411. Nel 1676 è già attestato come sede dell'archivio della comunità. Sulla facciata è posto un orologio.
- Palazzo Pretorio, con la loggia del Capitano, si trova a Sovana in piazza del Pretorio, e pare risalire al XII secolo: è attestato nel 1208 come luogo in cui Aldobrandino VIII stipulò il proprio testamento. Il palazzo fu successivamente restaurato dai senesi dopo il 1413, mentre nel 1676 è ricordato come dotato di carceri. Oggi ospita un'esposizione del polo museale di Sovana.
- Palazzo Bourbon del Monte, situato a Sovana in piazza del Pretorio, è stato costruito nel 1558 per volere di Cosimo I. Fu la residenza della famiglia Bourbon del Monte, feudataria del comunello di San Martino sul Fiora. Caduto in rovina nel corso del XIX secolo, negli anni sessanta del secolo successivo il palazzo fu acquistato dal professor Luciano Ventura, il quale iniziò un'opera di restauro conservativo iniziata nel 1968 e terminata quindici anni dopo.
- Palazzo Vescovile, situato a Sovana, è attestato al VII secolo, ma verso la fine del XIV ha subito una serie di ristrutturazioni che hanno modificato l'aspetto originario. Addossato alla cattedrale di Sovana, è stato successivamente modificato tra il 1439 e il 1446 e fu la residenza vescovile della diocesi fino al 1777, quando la sede fu trasferita a Pitigliano.
- Casa natale di papa Gregorio VII, situata a Sovana lungo via di Mezzo, è un semplice edificio di origini medievali, con strutture murarie interamente rivestite in conci di tufo. Al suo interno era ospitato il museo di malacologia terrestre.
- Casa Reale, situata nella frazione di San Giovanni delle Contee, è uno dei pochi edifici rimasti in paese di origini medievali e costituiva l'antica residenza degli Ottieri. Molto caratteristico è il suo portale ad arco, dove è collocato un bassorilievo con testa antropomorfa.
- Cortilone, situato nelle vicinanze del Masso Leopoldino, all'estremità alta di via della Rocca. Il complesso in passato ospitava gli antichi granai e attualmente è divenuto la sede di varie iniziative culturali.
- Villa Orsini, situata nella frazione di Montevitozzo, si tratta di una villa fortificata di epoca rinascimentale. La struttura si trova nella piazza principale del centro e, seppur modificata, conserva alcuni elementi stilistici originari.

### Architetture militari

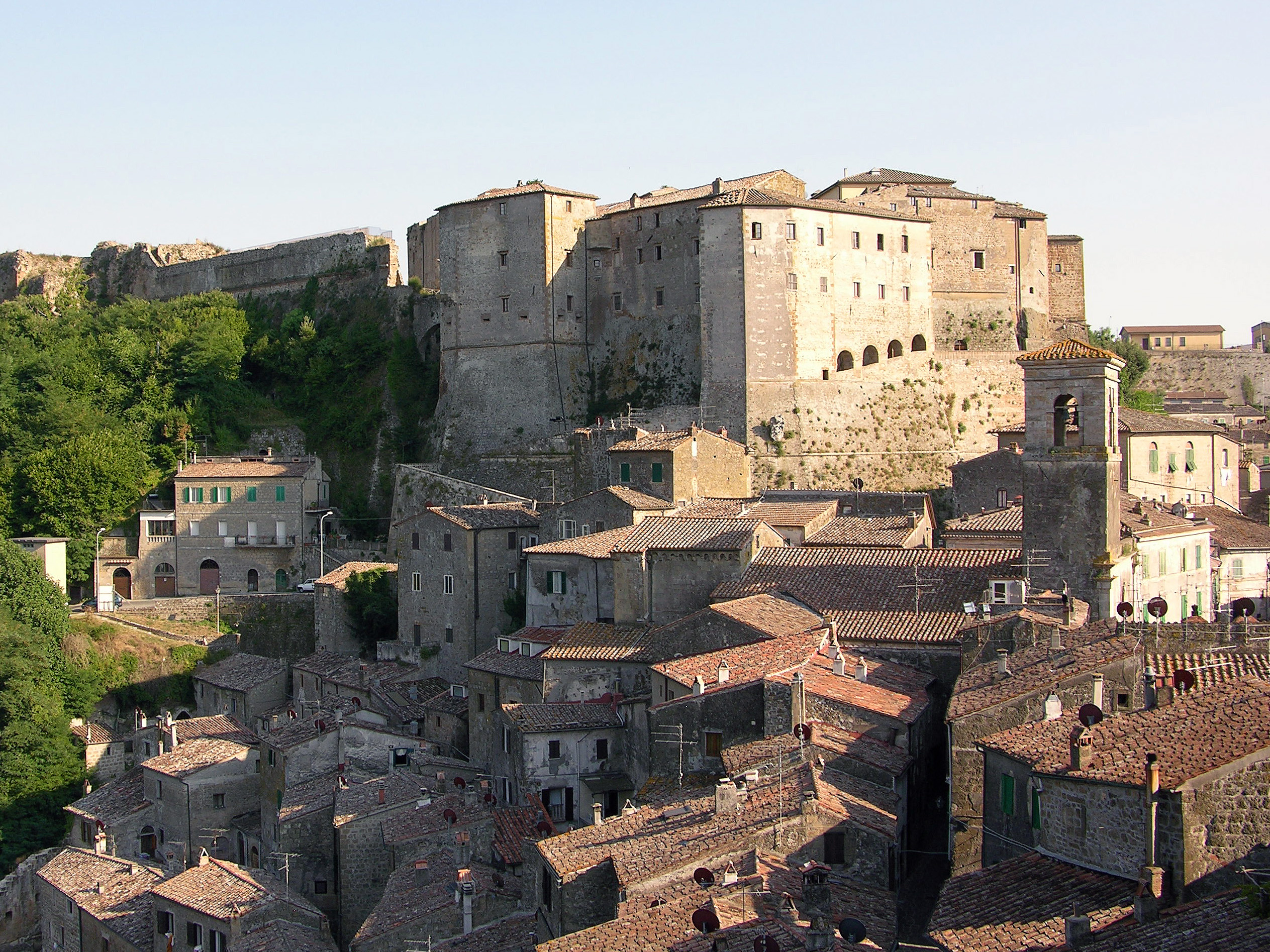
Mole di Palazzo Orsini che domina l'abitato

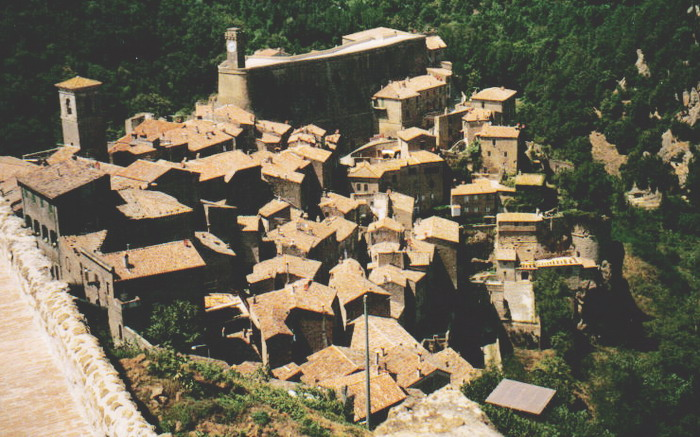
Scorcio di Sorano con il Masso Leopoldino sullo sfondo

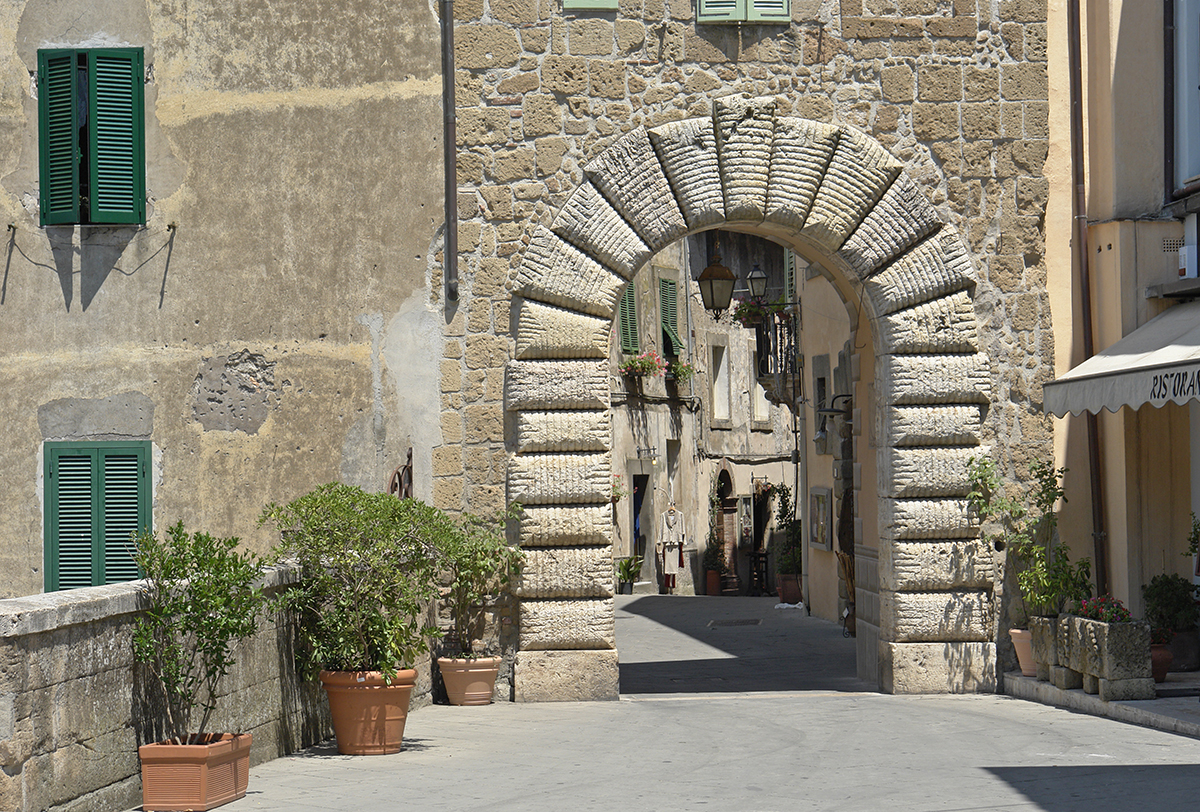
Porta di Sopra

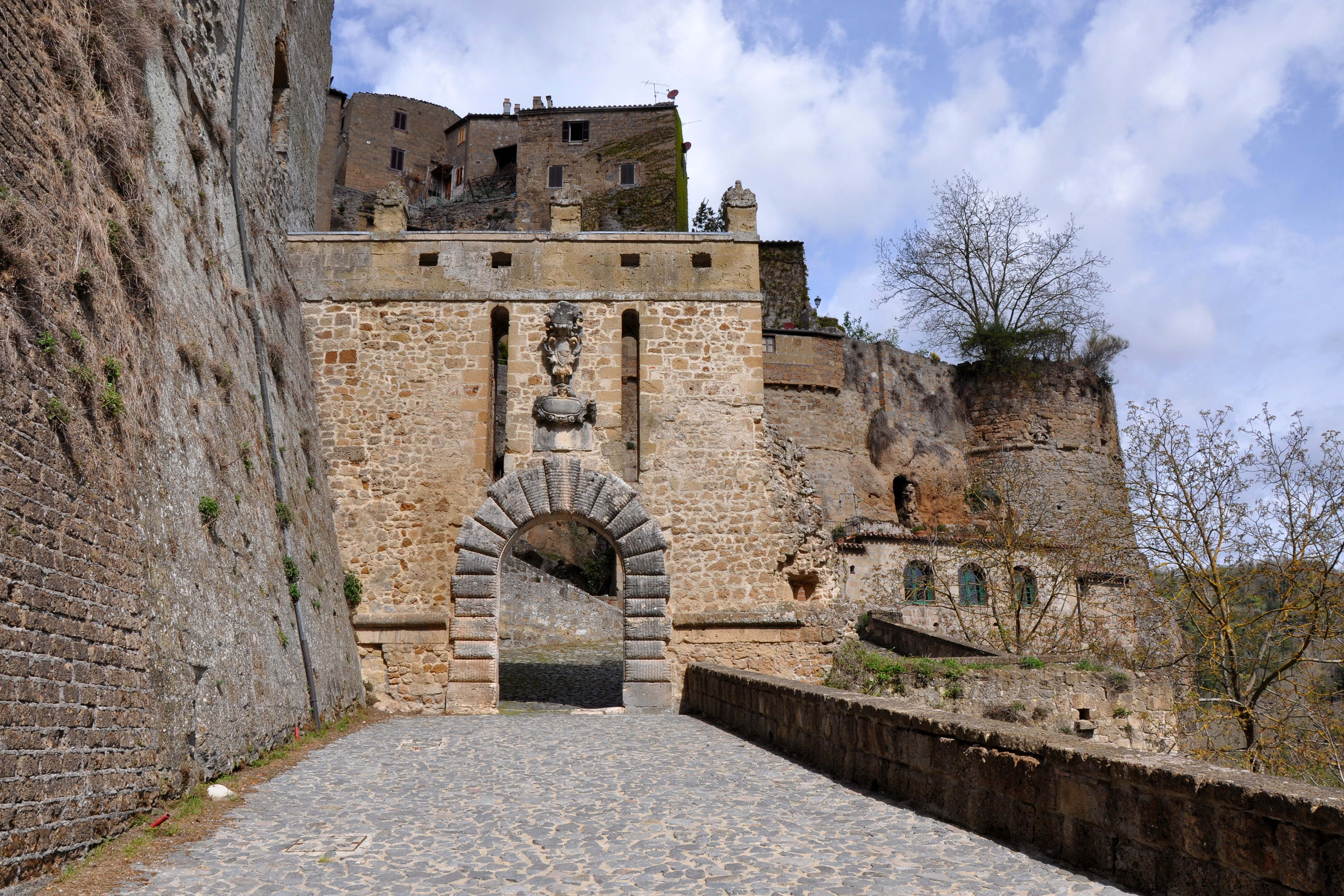
Porta dei Merli

#### Cinte murarie
- Mura di Sorano: fortificazioni che costituivano il sistema difensivo del borgo. Costruite durante il periodo medievale, risultano a tratti incorporate nelle pareti esterne di alcuni edifici del centro storico, con alcune soluzioni di continuità nei punti in cui la rupe di tufo costituiva un naturale baluardo difensivo.
  - Porta di Sopra, detta anche arco del Ferrini, costituisce una delle due porte di accesso al borgo di Sorano e, sul lato esterno, è preceduta da una piazza sul cui lato sinistro vi è un sistema di logge dalle quali si osserva un panorama spettacolare: si trova ai piedi della Fortezza Orsini. Una volta attraversata, si entra nel nucleo storico di Sorano, caratterizzato da stretti vicoli, che si adattano ai numerosi dislivelli della rupe. Via Selvi è la strada principale che si incontra non appena superata la Porta, in questa strada sono presenti le principali attività commerciali e artigianali del centro storico, nonché quella che si ritiene possa essere stata la prima sinagoga di Sorano. Ogni anno nel periodo compreso tra il 10 e il 20 agosto partendo dalla porta lungo via Selvi fino ad arrivare nella parte bassa del centro storico, verso la porta dei Merli, si svolge una mostra mercato dell'artigianato ove è possibile trovare in mezzo a banchi di ogni genere, oggetti tipici dell'artigianato soranese e maremmano.
  - Porta dei Merli, denominata anche porta di Sotto, si trova ai piedi del Masso Leopoldino. Presenta una cornice in pietra a bugne sovrastata da uno stemma; ai lati della porta sono ancora visibili le aperture verticali per le catene del ponte levatoio. Superata la porta al di fuori del centro storico si va verso il fiume Lente che scorre proprio al di sotto del borgo medioevale di Sorano e che rappresenta un percorso di altissima valenza naturalistica, ambientale, storico-culturale e archeologica.
- Mura di Sovana, costituiscono il sistema difensivo del borgo di Sovana. Erette in epoca etrusca a protezione dell'originario insediamento, furono ampliate e ulteriormente fortificate durante il periodo medievale. Attualmente se ne conservano soltanto alcuni tratti.
- Mura di Montorio, cinta muraria di epoca medievale, costruita a protezione del borgo di Montorio, con l'omonimo castello inglobato all'angolo sud-orientale del perimetro murario.

#### Castelli e fortificazioni
- Fortezza Orsini, progettata dall'architetto Anton Maria Lari per volere di Niccolò IV, la fortezza – costruita sul luogo dell'antica rocca aldobrandesca – è stata completata nel 1552, come testimoniato da una lapide posta sul portale d'accesso. Imponente fortificazione capace di resistere agli assedi più lunghi ed estenuanti, è composta da un mastio centrale con la piazza d'armi, collegato tramite spalti a due bastioni, dedicati a San Marco (levante) e San Pietro (ponente) in onore delle due città alle quali gli Orsini furono maggiormente legati: Venezia e Roma. Nel XIX secolo furono apportate alcune modifiche alla struttura e fu abbattuta una parte della cinta muraria per permettere la costruzione dell'imponente Palazzo Ricci Busatti, poi proprietà Ilari e oggi liceo linguistico. Importanti lavori di restauro sono stati eseguiti a partire dal 1967. Dal 1996 ospita nelle sue stanze il museo civico.
- Masso Leopoldino, caratteristica fortificazione che domina l'abitato di Sorano dal lato opposto della fortezza Orsini, costituisce l'avamposto difensivo all'estremità nord-occidentale delle mura. Edificato in epoca medievale e antecedente alla Fortezza Orsini, fu ristrutturato dai Lorena nel corso del XIX secolo a seguito di una serie di frane. Si presenta circondata da altissimi muri a scarpa con una torre di avvistamento che si innalza su un lato. Attualmente il Masso rappresenta una delle attrazioni turistiche più significative del centro storico di Sorano.
- Castello di Montorio, situato nella frazione di Montorio, si trova in posizione angolare lungo la cinta muraria. Conserva alcune parti dell'originaria struttura di epoca medievale.
- Castello di Sopano, castello di origini medievali, di cui si conservano imponenti ruderi turriformi, che sorge sulle pendici settentrionali della collina, sul cui versante opposto sorge Montorio. Dal castello potevano essere effettuati funzioni di avvistamento lungo la valle dello Stridolone e verso San Giovanni delle Contee.
- Rocca aldobrandesca di Sovana, sorta su preesistenti strutture di epoca etrusca attorno all'anno mille come sede e simbolo del potere della famiglia Aldobrandeschi, rimase abbandonata verso la fine del XIII secolo, per poi essere restaurata nel corso del XV secolo dai senesi. Con l'annessione al Granducato di Toscana nel XVI secolo, Cosimo I de' Medici fece eseguire alcuni lavori di ristrutturazione che, tuttavia, non impedirono il successivo abbandono e il conseguente degrado della struttura. Sono ben visibili i monumentali ruderi della fortezza.
- Rocca aldobrandesca di Castell'Ottieri, edificata nel corso del XII secolo dagli Aldobrandeschi, fu completamente rimaneggiata nel XV secolo dalla famiglia degli Ottieri, che ne fecero la sede della loro contea. La fortificazione ha subito una serie di restauri nello scorso secolo.
- Rocca di Fregiano, situata nei pressi di San Valentino, è stata costruita nel periodo medievale e nei secoli successivi fu conteso tra i signori locali degli Ottieri e dei Baschi. Si presenta sotto forma di ruderi.
- Rocca di Montevitozzo, conosciuta come la Roccaccia, è stato costruito nel Medioevo come proprietà degli Aldobrandeschi e nel corso dei secoli è stato conteso dagli Ottieri, da Orvieto, dai senesi e infine dagli Orsini. Ne rimangono soltanto i ruderi.

### Siti archeologici

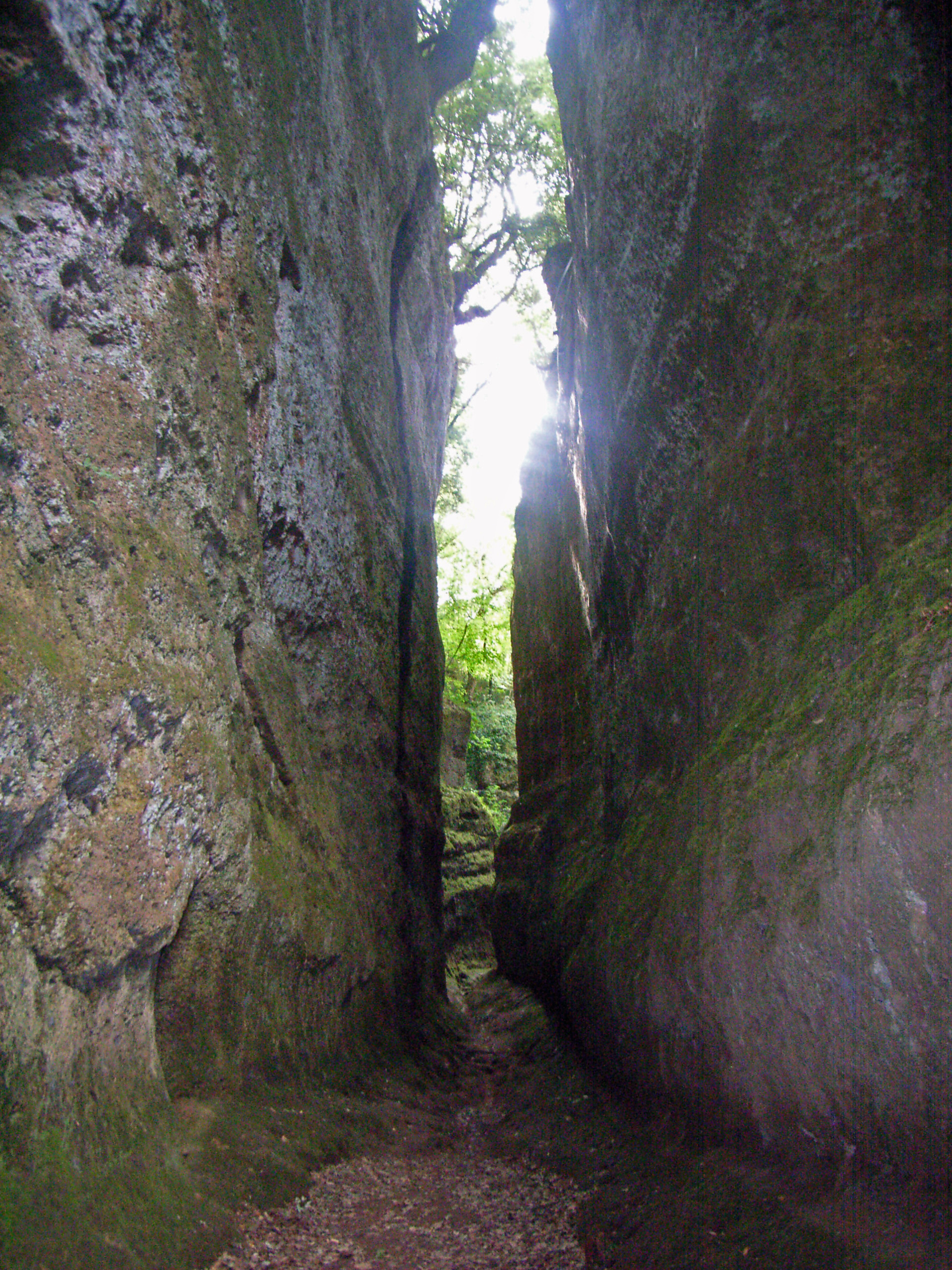
Via Cava nella Necropoli di Sovana

- Parco archeologico Città del Tufo, area archeologica che si estende in una vastissima zona compresa tra Sorano e Sovana. Comprende varie necropoli etrusche sparse nel territorio e collegate tra loro da una suggestiva rete viaria coeva che si sviluppa in trincea tra ripide pareti rocciose di tufo: queste strade vengono denominate Vie Cave o Cavoni.
  - Primo settore: Poggio Felceto (Tomba Ildebranda), Poggio Prisca (Tomba Pola e Demoni alati), Poggio Stanziale (Tomba del Tifone), il Cavone.
  - Secondo settore: Necropoli di Sopraripa, Tomba della Sirena, Vie Cave di San Sebastiano.
  - San Rocco (insediamento rupestre).
  - Vitozza: antica città che si presenta sotto forma di insediamento rupestre, situata nel territorio comunale di Sorano, un paio di chilometri a nord-ovest dell'abitato di San Quirico. L'insediamento sorse in epoca medievale come castello e, dopo il suo abbandono definitivo del tardo XVIII secolo, vi si conservano i resti delle due rocche, di una pieve e il caratteristico insediamento rupestre, oltre a un gruppo di numerosi "colombari".

## Società

### Evoluzione demografica
Abitanti censiti

### Distribuzione degli abitanti
| Frazioni                  | Abitanti (2011) | Altitudine (m) |
| ------------------------- | --------------- | -------------- |
| Sorano (capoluogo)        | 779             | 379            |
| San Quirico               | 476             | 486            |
| San Giovanni delle Contee | 192             | 470            |
| Castell'Ottieri           | 163             | 472            |
| Sovana                    | 122             | 291            |
| Montevitozzo              | 114             | 668            |
| San Valentino             | 52              | 530            |
| Elmo                      | 39              | 510            |
| Montebuono                | 28              | 519            |
| Cerreto                   | 16              | 467            |
| Altre località            | 1 615           | -              |

### Etnie e minoranze straniere
Secondo i dati ISTAT al 31 dicembre 2009 la popolazione straniera residente era di 232 persone. Le nazionalità maggiormente rappresentate in base alla loro percentuale sul totale della popolazione residente erano:
- Marocco, 84 - 2,29%
- Romania, 72 - 1,96%

## Cultura

### Istruzione

#### Biblioteche
La biblioteca comunale Manfredo Vanni è situata presso la Fortezza Orsini e fa parte del sistema bibliotecario provinciale di Grosseto. È stata istituita l'11 marzo del 1978 e dispone di un patrimonio librario di circa 3 500 volumi.
Presso la frazione di Montebuono, nei locali delle ex scuole elementari, è situata la piccola biblioteca Romano Scali, inaugurata il 29 giugno 2010.

#### Musei
Il comune di Sorano dispone di tre istituzioni museali che fanno parte della rete provinciale Musei di Maremma:
- Museo civico archeologico di Sorano
- Parco archeologico Città del Tufo
- Polo museale di Sovana

### Cucina
- Cialdino dei Tufi, dolce tipico prodotto anche nella frazione di Sovana e a Pitigliano.

### Cinema
- Francesco, giullare di Dio (1950): Sovana
- Domani accadrà (1988): Sovana
- Le meraviglie (2014): San Quirico, Sovana[24]

## Geografia antropica

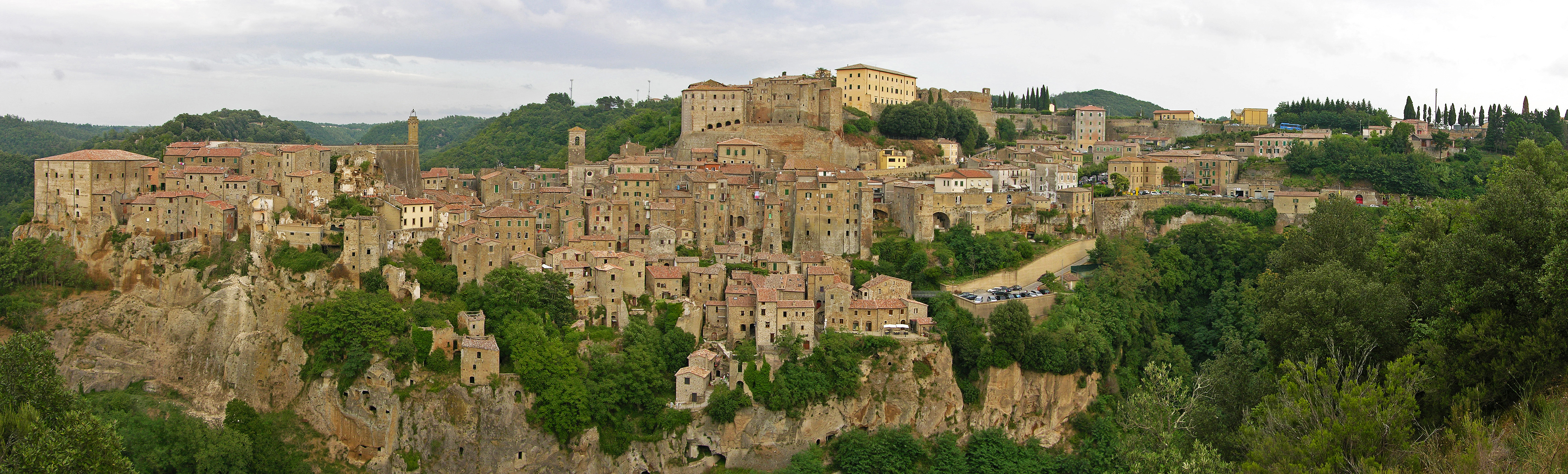
Panorama da San Rocco

### Urbanistica
Il paese di Sorano è arroccato su una scoscesa rupe tufacea che presenta vari dislivelli. Il borgo è caratterizzato inoltre da un dedalo di vicoli, cortili, archetti, portali bugnati, scale esterne, logge e cantine scavate nel tufo dove in passato venivano eseguite le varie fasi della vendemmia. Intorno al centro storico, Sorano possiede una piccola area urbana, sviluppatasi ordinatamente a partire dagli anni sessanta del XX secolo grazie a interventi urbanistici regolatori. Dal punto di vista urbanistico-architettonico si segnala la zona 167, realizzata in tufo e chiamata comunemente con il nome di Case Nuove, tentativo di fondere architettura contemporanea e moderne esigenze con l'ambiente tufaceo e un contesto antico ormai consolidato: il quartiere è stato edificato tra il 1969 e il 1976 per conto dell'IACP di Grosseto, su progetto di Lanfranco Benvenuti, Paolo Borghi e Luigi Rafanelli; tra gli edifici di maggior rilievo il condominio-torre di viale Brigate Partigiane, in quanto la più rappresentativa tra le moderne architetture che formano lo skyline di Sorano.

### Suddivisioni storiche
Storicamente il centro di Sorano ha avuto numerosi toponimi differenti per identificare le proprie contrade e rioni. Le principali contrade di Sorano sono le seguenti:
- Borgo, primo insediamento e quartiere più antico di Sorano, è situato a ovest del Masso.
- Cotone, dal latino cos, cotis (pietra).
- Ghetto, quartiere che ha assunto questa denominazione dopo il 1619 quando venne istituito il ghetto ebraico della comunità soranese.
- Merli, contrada che porta tale nome poiché situata nei pressi della Porta dei Merli.
- Poio, dal latino podium (poggio), è posto sulla punta estrema dello sperone tufaceo su cui sorge Sorano.

Vi sono poi, sempre all'interno del centro storico, altre piccole zone che posseggono un proprio toponimo: Cantinone, Casalino, Cateratta, Cimitorio, Lazzaretto, Ospedale, Padella, Pianello, Portone, Rigone, Roccavecchia, Rovine e Sotto l'Arco. Nei documenti del comune si legge poi la presenza di antichi toponimi oggi scomparsi, come la contrada delle Scalette (XVII secolo) e la contrada della Porta di Sotto (XVII secolo) per indicare i Merli, poi divenuta contrada di Porta Nuova (XVIII secolo). Inoltre, l'attuale via Petrella era nota come contrada dell'Arco (XVIII secolo), mentre piazza Manfredo Vanni con parte di via Roma formava il cosiddetto Campo de' Fiori (XIX secolo).

### Frazioni
- Castell'Ottieri, situato nella parte settentrionale del territorio comunale di Sorano, lungo la valle del torrente Stridolone. La località sorse nel Medioevo come subfeudo di un valvassore di origini germaniche e in seguito divenne possesso dei signori di Montorio. Nella seconda metà del Duecento passò temporaneamente sotto il controllo di Orvieto; in seguito, salì al potere la famiglia locale degli Ottieri che lo fecero diventare il centro principale e la capitale della loro piccola contea.
- Cerreto, piccola località rurale, è nota per il Santuario della Madonna del Cerreto, frequentato dai pellegrini e legato a un'apparizione mariana.
- Elmo, subfeudo che il Granduca Cosimo III eresse in contea con il nome di Ermo Vivo nel 1707, e cedette a Tommaso e Marcello Cervini, nipoti del vescovo di Montepulciano.
- Montebuono, frazione situata all'estremità occidentale del territorio comunale su un rilievo collinare non lontano dal corso del Fiora. Fu fondato agli inizi del Trecento, quando l'antico castello fu al centro di una contesa tra gli Aldobrandeschi e papa Bonifacio VIII.
- Montevitozzo, territorio degli Aldobrandeschi che nel 1284 venne sottomesso al comune di Orvieto. Nel Quattrocento passò sotto il controllo dei Senesi, a seguito di accordi intercorsi con gli Ottieri e alla contemporanea rinuncia del comune di Orvieto alle precedenti mire espansionistiche. Successivamente, la Repubblica di Siena cedette il complesso agli Orsini di Pitigliano, che la inglobarono nella loro contea.
- Montorio, frazione situata nella parte nord-orientale del territorio comunale, inizialmente possedimento aldobrandesco che la famiglia cedette agli Ottieri. Rimasto fino al 1616 nella Contea degli Ottieri, passò successivamente nel Granducato di Toscana.

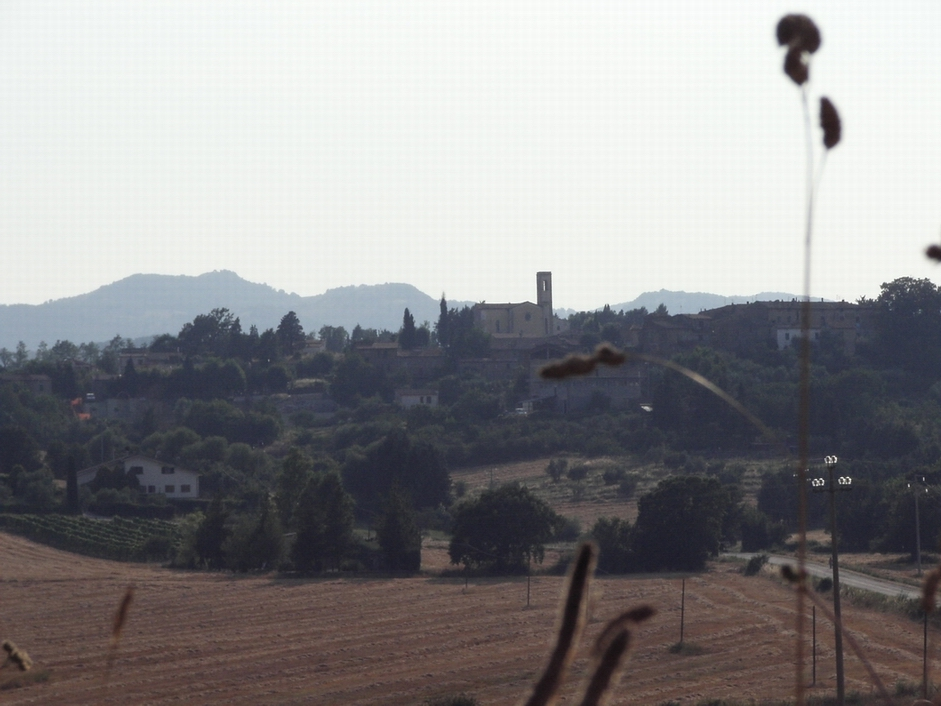
Panorama di San Giovanni delle Contee

- San Giovanni delle Contee, situato all'estremo lembo settentrionale del territorio comunale di Sorano, deve la sua denominazione alla Chiesa di San Giovanni Battista e all'antico contesto geopolitico tra la giurisdizione dell'aldobrandesca Contea di Sovana, della Contea degli Orsini di Pitigliano e della piccola Contea degli Ottieri, all'interno di un'area di confine con i vicini territori di Siena e Orvieto. Dopo varie e continue contese, entrò a far parte della Contea degli Ottieri seguendone le sorti fino alla sua estinzione con l'inglobamento nel Granducato di Toscana.
- San Quirico, frazione anticamente chiamata San Quirichino, per distinguerlo da San Quirico d'Orcia. Nei pressi della frazione sorgeva l'antica città medievale di Vitozza, di cui ora rimangono alcune rovine.
- San Valentino, piccola frazione nei pressi della quale sono state trovate alcune tombe etrusco-romane in località Case Rocchi. A sud-ovest della frazione si trova inoltre la Rocca di Fregiano.
- Sovana, antica capitale dell'omonima contea, si sviluppò nel corso del Medioevo nelle vicinanze della preesistente necropoli etrusca, sotto il controllo della famiglia Aldobrandeschi. Intorno all'anno mille fu edificato il castello e, sempre in epoca medievale, divenne libero comune e diede i natali a Ildebrando di Sovana, divenuto in seguito papa Gregorio VII. Sia la necropoli etrusca sia il centro storico fanno di Sovana una delle più importanti località archeologiche e storico-artistiche della Toscana e d'Italia.

### Altre località del territorio
Il territorio è costellato da numerose borgate rurali di poche unità che gravitano intorno a una o più frazioni limitrofe. Le principali sono: Casa della Fonte, Casa Faini, Casa Pennacchi, Casa Sbraci, Casa Topi-Gabrielli, Case Giovagnoli, Case Mariotti, Case Orienti, Case Rocchi, Case San Leopoldo, Casetta, Cerretino, Grotte Cavalieri, Il Poderetto, Il Poggio, La Dispensa, Le Capannelle, Le Pianacce, Le Porcarecce, Marcelli, Montesorano, Pantagnone, Pratolungo, Ronzinami, Sant'Anna, Sordino, Valle Castagneta.

## Infrastrutture e trasporti
Il territorio comunale di Sorano non possiede stazioni ferroviarie o strade di grande comunicazione nel proprio territorio comunale. Le principali vie sono le strade provinciali: tra le più importanti si ricordano la strada provinciale 4 Santa Fiora-Pitigliano, la strada provinciale 12 San Quirico, e la strada provinciale 22 Sovana.

## Amministrazione
| Periodo        | Periodo        | Primo cittadino  | Partito                                                                               | Carica  | Note   |
| -------------- | -------------- | ---------------- | ------------------------------------------------------------------------------------- | ------- | ------ |
| 1972           | 1980           | Alberto Cerreti  | Partito Socialista Italiano                                                           | Sindaco |        |
| 1980           | 1983           | Ermanno Benocci  | Partito Comunista Italiano                                                            | Sindaco |        |
| 1983           | 1985           | Giorgio Rossi    | Partito Comunista Italiano                                                            | Sindaco |        |
| 13 giugno 1985 | 17 maggio 1990 | Domenico Barbini | Partito Socialista Italiano                                                           | Sindaco | [ 28 ] |
| 17 maggio 1990 | 26 aprile 2004 | Ermanno Benocci  | Partito Comunista Italiano Partito Democratico della Sinistra Democratici di Sinistra | Sindaco | [ 28 ] |
| 14 giugno 2004 | 26 maggio 2014 | Pierandrea Vanni | lista civica                                                                          | Sindaco | [ 28 ] |
| 26 maggio 2014 | 27 maggio 2019 | Carla Benocci    | lista civica Sorano Comune                                                            | Sindaco | [ 28 ] |
| 27 maggio 2019 | 8 giugno 2024  | Pierandrea Vanni | lista civica di centro-destra Uniti per Sorano Comune                                 | Sindaco | [ 28 ] |
| 9 giugno 2024  | in carica      | Ugo Lotti        | lista civica di centro-destra Sorano Rinasce                                          | Sindaco | [ 28 ] |

### Altre informazioni amministrative
Il comune di Sorano fa parte dell'Unione dei comuni montani delle Colline del Fiora.

## Sport
Le principali squadre di calcio del territorio comunale sono il G.S. Sorano A.S.D. che milita in seconda categoria e l'U.S. San Quirico, militante in terza categoria.